# Willy Schmidhamer
Willy Schmidhamer (Bandoeng, 17 oktober 1938) is een Nederlands fotograaf en kunstenaar.
Schmidhamer werd geboren in Bandoeng in 1938 en volgde een opleiding in industrieel en grafiek ontwerpen aan de Eindhovense Academie voor Industrieel Ontwerpen (1955-1960) en film aan de Amsterdams Filmacademie (1961-63). Hij specialiseerde zich in sculptuur, schilderen en fotografie en maakte non-figuratief werk. Hij maakte onder andere foto's waarin fragmenten van lichaamsdelen zo worden weergegeven dat het zwart-wit landschappen lijken te zijn. Schmidhamer maakte experimentele films in de jaren 1960 met collega's in Frankrijk en Italië en was gewijd aan experimentele fotografie, grafiek en lithografie, in aanvulling op non-figuratieve schilder-en beeldhouwkunst. Eind jaren 60 ontvangt hij twee prijzen: winnaar van de 37ste Handsworth Exhibition, Engeland (1968) en de eerste prijs op de Eindhoven Wereld Tentoonstelling van Fotografie, georganiseerd door het Noord-Brabants Museum's-Hertogenbosch (1969).
Hij beschreef zijn bedoelingen als volgt: “De kracht van mijn werk ligt niet aan de oppervlakte. Vaak is datgene, wat men niet ziet, maar wat verborgen aanwezig is als innerlijke kern, bepalend voor de uiteindelijke overdracht."
Schmidhamers werk is tentoongesteld bij Galerij Dinette (1967), De Herberg, (1968 en 1970), De Krabbedans, Eindhoven(1971 en 1976), en bij Galerie S, (1974) en Canon Galerie, Amsterdam(1975), en bij Galerie “Bon à tirer” Grafica Moderna, Milan, Italië (1976).